# Gibbon (Nebraska)
Gibbon é uma cidade localizada no estado americano de Nebraska, no Condado de Buffalo.

## Demografia
Segundo o censo americano de 2000, a sua população era de 1759 habitantes.
Em 2006, foi estimada uma população de 1775, um aumento de 16 (0.9%).

## Geografia
De acordo com o United States Census Bureau, a localidade tem uma área de 2,2 km², sem área coberta por água.

## Localidades na vizinhança
O diagrama seguinte representa as localidades num raio de 24 km ao redor de Gibbon.